# Dimorphodon
A Dimorphodon a hüllők (Reptilia) osztályának pteroszauruszok (Pterosauria) rendjébe, ezen belül a Rhamphorhynchoidea alrendjébe és a Dimorphodontidae családjába tartozó nem.

## Tudnivalók
A Dimorphodon (magyarul: „kétalakú fog”), egy közepes méretű pteroszaurusz nem volt, amely 200-180 millió évvel élt ezelőtt a kora jura korszakban. Lehet, hogy az európai Peteinosaurus leszármazottja.
Az első példányt, Mary Anning fedezte fel 1828-ban, Anglia területén, a Dorset megyei Lyme Regis város mellett. A helység a világörökség része a Jura part miatt. Az első példány, egy hiányos csontvázból áll, ezt Richard Owen írta le 1859-ben. A tudós Dimorphodon macronyx nevet adta az újonnan leírt lénynek.

## Megjelenése
A Dimorphodonnak nagy, vastag megjelenésű koponyája volt, 22 centiméter hosszúsággal. Bár nehéz felépítésűnek tűnik, a koponya mégsem volt súlyos, mert nagy üregek helyezkedtek el rajta, amelyeket vékony csontocskák kötöttek össze. Az állkapocs elülső részén 4-5 agyarszerű fog ült, ezeket 30-40 tűhegyes fog követett. Egyesek szerint a Dimorphodon koponyájának az alakja hasonlít a lundáéra, ezért ennek a pteroszaurusznak lundaszerű pofája volt.
Az állat hossza 1 méter, szárnyfesztávolsága pedig 1,45 méter volt. A Dimorphodon testfelépítése sok ősi vonást mutat: kis agyüreg és rövidebb szárnyak. Az első ujjperccsontja a repülő ujjon, csak kicsivel nagyobb, mint az alkar. A nyaka erős és hajlékony volt, alsó részén toroklebeny helyezkedett el.
E pteroszaurusz farka 30 csigolyából állt. Az első 5-6 rövid és hajlékony volt, hátrafelé haladva a csigolyák meghosszabbodtak és csontos képződmények erősítették. A farka végén, a Rhamphorhynchusra hasonló rombusz alakú irányváltó ülhetett, de a paleontológusok még nem találtak puha szöveteket, ami alátámasztaná a feltételezést.
Vita tárgya, hogy Dimorphodon négy lábon vagy kétlábon járt. Más pteroszauruszok lábnyomai szerint, e rend fajai négy lábon jártak. A Dimorphodon ötödik ujja, hosszú, karomtalan és oldalra irányuló volt. Owen szerint a két hátsó láb között bőrhártya feszült.

## Életmódja
A Dimorphodon életmódjáról keveset tudunk. Valószínűleg a part menti részeket lakta és változatos étrendje volt. A fogai alapján halevő lehetett, bár korábban azt hitték, hogy szárazföldi kisállatokra vadászott. Mivel rokonságban állt az Anurognathidae család fajaival, lehet, hogy rovarokkal is táplálkozott.

## Rendszerezés
A nembe az alábbi fajok tartoznak:
- Dimorphodon macronyx típusfaj
- Dimorphodon weintraubi